# ラングランズ・プログラム
ラングランズ・プログラム（英: Langlands program）は、代数的整数論におけるガロア群の理論を、局所体およびそのアデール上で定義された代数群の表現論および保型形式論に結び付ける非常に広汎かつ有力な予想網である。同プログラムは  Langlands (1967, 1970) により提唱された。

## 問題の背景
非常に広い脈絡において、既存の概念を用いて、ラングランズプログラムは構築される。これには例えば、それより少し前にハリッシュ＝チャンドラと  Gelfand (1963) が定式化していたカスプ形式の哲学や、半単純リー群に関するハリシュ＝チャンドラの手法及び結果、セルバーグの跡公式などが含まれる。
初めこそ非常に新しかったラングランズの研究も、技術的に深められる中で、豊かに体系立った仮説的な構造（いわゆる函手性）を伴って数論との直接的な繋がりを提示するものとなった。
例えば、ハリッシュ＝チャンドラの仕事において、半単純（あるいは簡約）リー群に対してできることは、任意の代数群に対してできるはずであるという原理を見ることができる。従って、その手法というのは、既に知られていたモジュラ形式論における GL(2) や、後から認識されるようになった類体論における GL(1) などの、ある種の低次元リー群が果たす役割を、少なくとも一般に n > 2 に対する GL(n) についての考察を明らかにすることであるということができる。
カスプ形式の概念の出所は、モジュラー曲線上のカスプのみならずスペクトル論においても（アイゼンシュタイン級数からの連続スペクトルと対照を成す）離散スペクトルとも見ることができる。より大きなリー群に対してカスプ形式を考えることは、放物型部分群の数が膨大になるため、より技巧的な扱いを要する。
こういった手法の何れにおいても技術的な近道となる方法はなく、しばしば本来帰納的でとりわけレヴィ分解に基づいているが、その分野は昔も今も非常に多くのことが要求される。
モジュラー形式の側からは、例えばヒルベルトモジュラー形式、ジーゲルモジュラー形式、テータ級数などの例があった。

## 対象
ラングランズ関連の予想は無数にあり、さまざまな体上の様々な群に対するラングランズ予想が、あるいは各体に対する様々な形のラングランズ予想が定式化される。ラングランズ予想の中には、非常にあいまいな形であったり、存在もよく分からないラングランズ群や互いに同値でない複数の定義を持つ L-群に依存した形になっていたりするようなものも存在する。そうしてさらに、ラングランズが1967年に最初に提示したものよりもラングランズ予想は深められていった。
ラングランズ予想を述べることのできる様々に異なった種類の対象として、以下のものを挙げることができる：
- 局所体上で定義された簡約代数群の表現。局所体に含まれる体のクラスとして、アルキメデス局所体（R または C）、p-進局所体（Qp の有限次拡大）、函数体の完備化（有限体上の形式ローラン級数体 F((t)) の有限次拡大）がある。
- 大域体上で定義された簡約代数群上の保型形式。大域体に含まれる体のクラスには、代数体や代数函数体が含まれる。
- 有限体。ラングランズ自身はこれを予想の範疇に含めてはいなかったが、ラングランズの予想のアナロジーで有限体に対するものがある。
- 複素数体上の函数体のような、より一般の体。

## ラングランズ予想
ラングランズ予想の述べた方は様々に異なった方法があり、それらは密接に関連しているが、それらの同値性については明らかなことではない。

### 相互律
ラングランズプログラムの出発点は、二次の相互律を一般化したアルティンの相互律であると考えられる。アルティンの相互律は、ガロワ群が可換であるような代数体のガロワ拡大に適用して、L-函数をガロワ群の一次元表現に対応させ、さらにそれら L-函数がある種のディリクレ L-級数やヘッケ指標から構成されるより一般の級数（つまり、リーマンゼータ函数のある種の対応物）と同一視できることを主張するものである。これら種々の異なる L-函数の間の具体的な対応が、アルティンの相互律を構成しているのである。
非可換なガロワ群やその高次元表現に対しても、L-函数は自然な方法で定義することができる（アルティン L-函数）。
ラングランズの考察は、アルティンの主張をより一般の仮定の下で定式化することを許すような、ディリクレ L-函数の真の一般化を求めることであった。

#### 保型形式論
エーリッヒ・ヘッケは既に、ディリクレ L-函数を保型形式（C の上半平面上で定義される正則函数である種の函数等式を満たすもの）に関連付けていたが、ラングランズはそれを（有理数体 Q のアデール環 A 上で定義される一般線型群 GL(n, A) の無限次元既約表現の一種である）保型尖点表現に対して一般化した。（Q のアデール環というのは、Q の任意の完備化を一斉に扱ったようなものである）。
ラングランズは、保型 L-函数をその保型表現に対応させ「任意のアルティンのL-函数が、代数体のガロワ群の有限次元表現から生じることと、保型尖点表現から生じることとは等しい」と予想した。これをラングランズの「相互律予想」という。一口に言えば、相互律予想は簡約代数群の保型表現とラングランズ群からL-群への準同型との間の対応を与えるものである。この相互律は、ラングランズ群や L-群の定まった定義がないために、いくつものバリエーションがある。局所体上での相互律は、局所体上の簡約代数群の既約許容表現のL-パケットの径数付けを与えることが期待される。例えば、実数体上での相互律は実簡約代数群の表現のラングランズ分類であり、大域体上では保型形式の径数付けを与える。

### 函手性
函手性予想の主張するところは、L-群の適当な準同型が（大域体の場合の）保型形式や（局所体の場合の）表現の間の対応を与えることが期待されるということである。簡単にいえば、ラングランズの相互律予想は函手性予想のうちで簡約代数群が自明である特別の場合である。

#### 一般化された函手性
ラングランズは函手性の概念を、一般線型群 GL(n) の代わりに他の連結簡約代数群を用いることができるように一般化した。さらにラングランズは、そのような群 G に対してラングランズ双対群 LG を構成して、G の任意の保型尖点表現と LG の任意の有限次元表現に対し、ある種の L-函数を定義した。ラングランズの予想の一つは、この L-函数が既知の L-函数の函数等式を一般化したある種の函数等式を満足することを主張する。
こうしてラングランズは、非常に一般な「函手性原理」を定式化するに至る。これは、二つの簡約代数群とそれらに対応する L-群の間の（素性の良い）準同型が与えられたとき、これらの群の保型表現はその L-函数に対して整合的な仕方で関連することを予想するものである。この函手性予想からは、これまでにあった全ての予想が系として導かれる。これは誘導表現の構成の特質である（もっと従来からの保型形式論において「持ち上げ」と呼ばれていたもので、特別な、従って（表現の制限が反変的であるのに対して）共変的であるような場合が知られていた）。直接的な構成を明示的に述べることが試みられたが、いくらか限定的な結果が得られただけであった。
これらすべての予想を、有理数体 Q に替えてより一般の体、例えば（もともとの予想であり、最も重要な場合である）代数体や局所体、あるいは（素数 p に対するp-元体 Fp 上の有理函数体 Fp(t) の有限次拡大体であるような）函数体に対して定式化することができる。

### 幾何学的ラングランズ予想
ドリンフェルトのアイデアに従ってローモンの提唱した、いわゆる幾何学的ラングランズプログラムは、通常のラングランズプログラムを幾何学的に定式化しなおして、単に既約表現だけを考える以上のものを関連付けようとして生じたものである。単純な場合だと、代数曲線のエタール基本群の l-進表現を、その曲線上のベクトル束のモジュライスタック(moduli stack)上で定義された l-進層の導来圏の対象に関連付ける。

## 現在の状況
- GL(1, K) に対するラングランズ予想は類体論から従う（というよりは本質的には同じものである）。
- ラングランズ自身は、アルキメデス局所体（R および C）に対するラングランズ予想を、既約表現に対するラングランズ分類を与えて肯定的に解決している。
- ルスティックによる、有限体上のリー型の群の既約表現の分類は、有限体に対するラングランズ予想に相当するものと考えられる。
- ワイルズによる、有理数体上の半安定楕円曲線のモジュラー性の証明は、ラングランズ予想の一部と見做すことができる[なぜ?]が、ワイルズの方法を任意の数体上に拡張することはできない。
- 有理数体上の二次一般線型群 GL(2, Q) に対するラングランズ予想は未解決。
- ラフォルグは函数体 K 上の一般線型群 GL(n, K) に対するラングランズ予想を保証するラフォルグの定理を示した。これは GL(2, K) の場合を示したウラジーミル・ドリンフェルトの先行研究に続くものである。

### 局所ラングランズ予想
Kutzko (1980) は、局所体上の二次一般線型群 GL(2, K) に対する局所ラングランズ予想を証明した。一般次元の場合には、 Laumon,  Rapoport, and  Stuhler (1993) が、大域理論を含む論法を以って正標数局所体 K 上の一般線型群 GL(n, K) に対する局所ラングランズ予想を証明し、標数 0 の局所体上の一般線型群 GL(n, K) に対する局所ラングランズ予想は  Taylor and  Harris (2001) の証明や、あるいは  Henniart (2000) の証明などがある（何れも大域的な議論を用いるものである）。

### 基本補題
2008年にゴ・バオ・チャウ(Ngô Bảo Châu)は、所謂「基本補題」と称される補助的だが非常に難しい主張を示した。基本補題はもともとラングランズ自身によって1983年に述べられたものである。